# Негромадяни (Латвія)
Негромадяни (латис. nepilsoņi) — в латиському праві особи, які не є не громадянами Латвії чи будь-якої іншої країни, проте відповідно до закону Латвійської Республіки «Щодо статусу громадян колишнього СРСР, які не мають ні латиського, ні іншого громадянства» мають право на паспорт негромадянина, виданого урядом Латвії, а також деякі інші права. Приблизно дві третини з них складають етнічні росіяни, далі йдуть етнічні білоруси, українці, поляки й литовці.
Негромадянами є громадяни колишнього СРСР (..), які проживають в Латвійській Республіці, а також ті, хто тимчасово не проживає у Латвійській Республіці, та їхні діти які підпадають під такі умови: 
- на 1 липня 1992 вони були зареєстровані на території Латвії, незалежно від статусу житлової площі, зазначеної в реєстрації за місцем проживання, або до 1 липня 1992 їх останнє зареєстроване місце проживання було в Латвійській Республіці, або є судове рішення, що засвідчує факт їхнього проживання на території Латвії впродовж 10 років поспіль до зазначеної дати;
- вони не є громадянами Латвії і;
- вони не є і не були громадянами іншої держави, а також діти [вищезгаданих], якщо обоє з батьків були негромадянами на мить народження дітей або один з батьків не є громадянином, але другий є особою без громадянства або невідомий, або відповідно до взаємної згоди батьків, якщо один з батьків є не громадянин, а інший - громадянин іншої країни.[2]

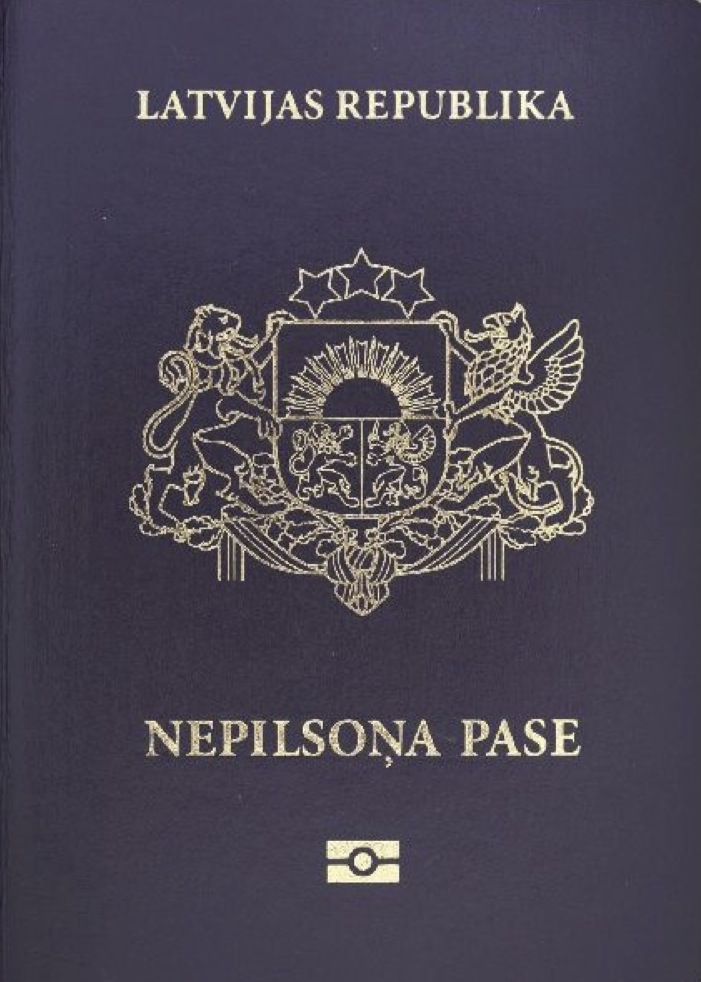
Паспорт негромадянина

Діти, народжені після відновлення незалежности Латвії (21 серпня 1991), обидвоє батьків яких є негромадянами, мають право на громадянство на прохання, принаймні, одного з батьків.
Хоча питання негромадян часто прирівнюється до питання осіб без громадянства, деякі джерела стверджують, що статус негромадянина в Латвії та Естонії є унікальним і до цього не існував в міжнародному праві. Негромадяни Латвії користуються правами, яких немає у громадян: можливість подорожувати як до Шенгенської зони (де громадяни Латвії можуть подорожувати без віз, теж), так і до Росії, без потреби отримання віз.

## Демографія
| Громадянство Латвійських резидентів (Реєстр населення, січень 2017) | Громадянство Латвійських резидентів (Реєстр населення, січень 2017) | Громадянство Латвійських резидентів (Реєстр населення, січень 2017) | Громадянство Латвійських резидентів (Реєстр населення, січень 2017) | Громадянство Латвійських резидентів (Реєстр населення, січень 2017) |
| ------------------------------------------------------------------- | ------------------------------------------------------------------- | ------------------------------------------------------------------- | ------------------------------------------------------------------- | ------------------------------------------------------------------- |
|                                                                     |                                                                     |                                                                     |                                                                     |                                                                     |
| Громадяни Латвії (1,796,608)                                        | Громадяни Латвії (1,796,608)                                        |                                                                     | 84.37%                                                              | 84.37%                                                              |
| Негромадяни Латвії (242,560)                                        | Негромадяни Латвії (242,560)                                        |                                                                     | 11.39%                                                              | 11.39%                                                              |
| Інші (90,152)                                                       | Інші (90,152)                                                       |                                                                     | 4.23%                                                               | 4.23%                                                               |

За даними перепису населення в березні 2011 року, було 290,660 негромадян, що проживали в Латвії або 14.1 % жителів Латвії, у порівнянні із приблизно 715000 в 1991 році. За даними Реєстру народонаселення, в січні 2011 року в Латвії проживали 326 735 негромадян.
За даними реєстру народонаселення, станом на 1 січня 2019 року в Латвії проживають 205 565 негромадян (10.7 % жителів).
До найбільшої етнічної групи всіх негромадян належать росіяни, які становлять 66 % усіх негромадян, 14 % становлять білоруси, 10 % — українці. Серед найбільших етнічних груп в Латвії 0,04 % всіх латишів негромадяни, як і 28 % росіян, 48 % білорусів, 45 % українців, 22 % поляків, 47 % литовців, 20 % євреїв і 5 % циган.